# Bierproeverij

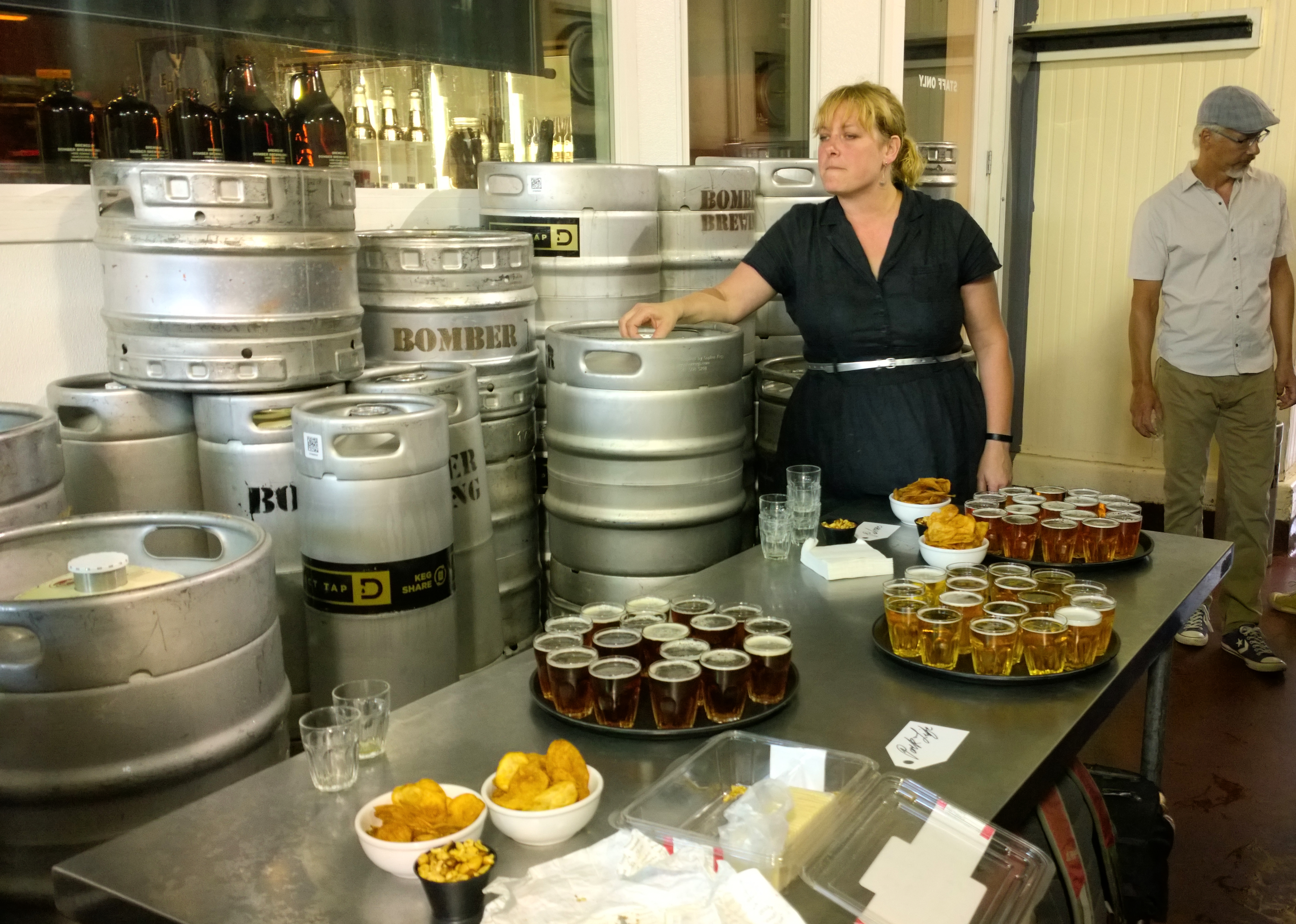
Een selectie van verschillende bieren staat klaar in een brouwerij voor een bierproeverij.

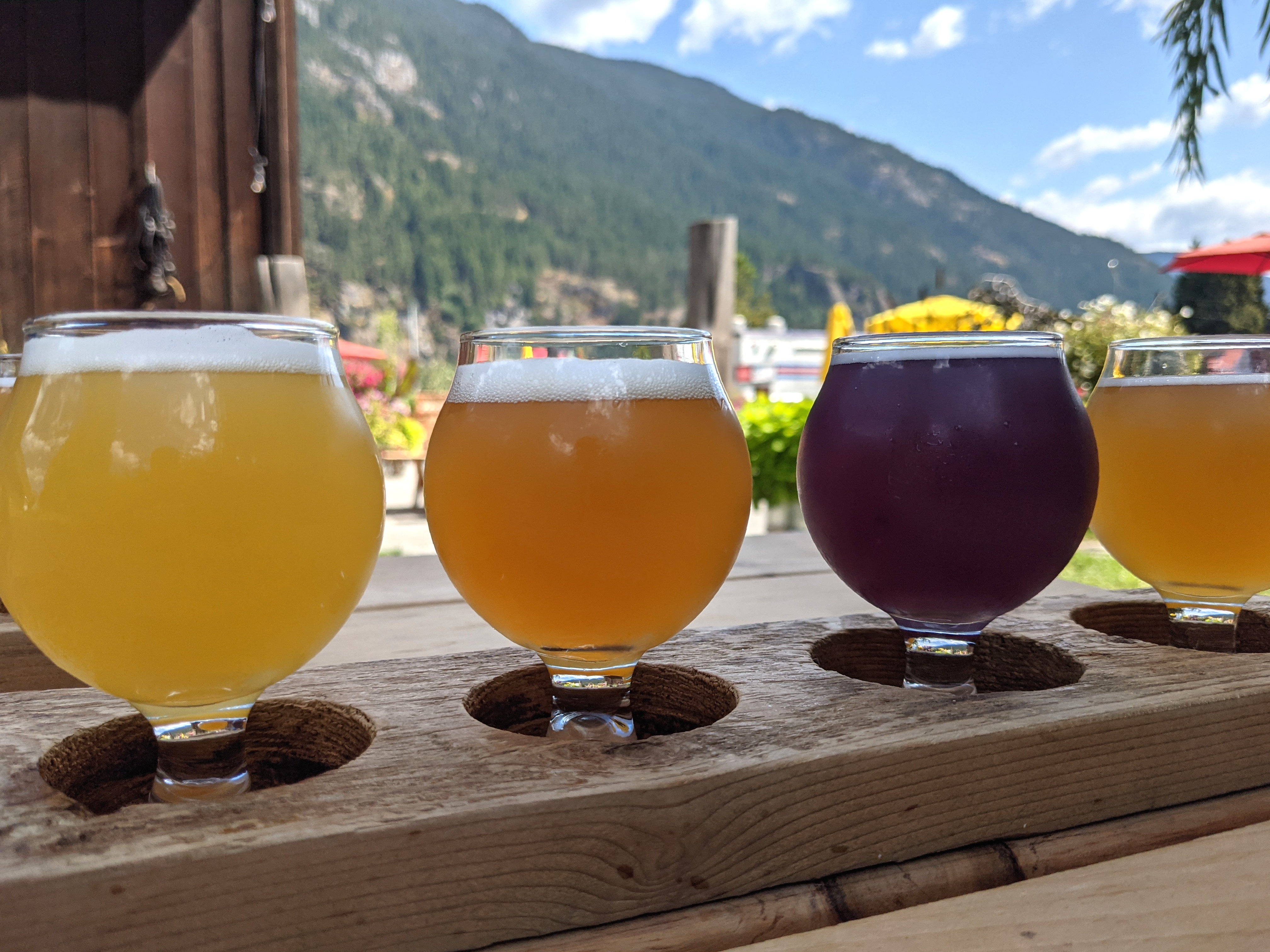
Een voorbeeld van een bierproefplank.

Een bierproeverij is een georganiseerde activiteit waarbij deelnemers verschillende soorten bier proeven en evalueren. Deze evenementen variëren van informele bijeenkomsten tot meer gestructureerde sessies onder leiding van een zytholoog. Bierproeverijen kunnen worden gehouden in verschillende omgevingen, zoals brouwerijen, proeflokalen, cafés of thuis. In de horeca hebben gasten ook de mogelijkheid om een kleinschalige bierproeverij te bestellen, vaak geserveerd op een plank en veelal zonder begeleiding.
De gepresenteerde bieren kunnen geselecteerd worden op basis van een specifieke bierstijl, zoals IPA's of stouts, of afkomstig zijn van een specifiek land of een bepaalde brouwerij. Tijdens de proeverij wordt vaak achtergrondinformatie verstrekt over de bieren, waaronder details over de brouwerij, de historische context van de bierstijl, het brouwproces en de gebruikte ingrediënten, wat een educatief element aan de ervaring toevoegt.
De bieren worden doorgaans in kleine hoeveelheden geserveerd, in speciale proefglazen, zodat deelnemers de mogelijkheid hebben om meerdere bieren te proeven en te vergelijken. Bij bierproeverijen wordt vaak gebruik gemaakt van "foodpairing", waarbij passende hapjes worden geserveerd om de smaak van het bier aan te vullen en te versterken.
Tijdens een bierproeverij let de proever op verschillende aspecten van het bier, zoals de kleur, helderheid en schuimkraag. Vervolgens wordt het bier lichtjes in het glas gewalst om de aroma's vrij te laten komen, waarna kort aan het glas wordt geroken. Bij het proeven worden kleine slokjes genomen en het bier wordt even in de mond gehouden om de verschillende smaken te proeven, zoals de bitterheid van hop, de zuurheid van gisting, en de zoetheid van suikers. Daarnaast wordt gelet op het mondgevoel, zoals romigheid, verfrissing, wrangheid en de afdronk. Om de verschillende bieren goed te kunnen onderscheiden en vergelijken, worden de waargenomen smaken en geuren genoteerd.